# Daniel Tjernström
Leif Daniel Tjernström (Karlskoga, 19 febbraio 1974) è un ex calciatore svedese, di ruolo centrocampista.

## Carriera

### Club
La sua carriera è cominciata all'inizio degli anni '90, quando ha collezionato le prime presenze con la maglia di una squadra della città di origine, il KB Karlskoga.
Il debutto nella massima serie svedese è avvenuto nel 1993 con il passaggio al Degerfors, con cui ha vinto una Coppa di Svezia proprio a pochi mesi dal suo arrivo. Al Degerfors è rimasto tre anni, poi è stato acquistato dall'Örebro.
Il 1999 è stato l'anno del trasferimento all'AIK, squadra di cui diventerà colonna. Fra i tanti anni di militanza in nerogiallo c'è stata anche l'annata 2005, che ha visto il club disputare il campionato di seconda serie dopo la retrocessione, salvo poi conquistare immediatamente la promozione al primo tentativo: a partire da questa stagione, Tjernström ha ricevuto la fascia di capitano.
Il 1º novembre 2009, all'ultima giornata di campionato, è stato protagonista della sfida tra IFK Göteborg e lo stesso AIK, partita che metteva in palio il titolo di campione di Svezia visto che in classifica i biancoblu di casa prima del fischio d'inizio erano distanti solo un punto dai nerogialli. È stato un diagonale di Tjernström a fissare il punteggio sul definitivo 1-2 per l'AIK e a sigillare l'undicesimo titolo nazionale per la squadra.
Ha disputato la sua ultima partita da giocatore il 3 agosto 2013, subentrando a Quaison al 76' minuto di AIK-Elfsborg (2-1). Il match lo ha visto protagonista di numerose celebrazioni in suo onore. Essa è stata anche la sua prima e unica partita ufficiale disputata alla Friends Arena, visto che fino all'anno prima la squadra ha giocato al Råsunda.
Con le sue 395 presenze ufficiali con la maglia dell'AIK, è stato per anni il giocatore con più partite disputate nella storia del club, prima che Per Karlsson superasse questo primato il 15 luglio 2020.
Nel 2019, all'età di 45 anni, ha giocato una partita con l'FC Sampierdarenese Stoccolma, squadra militante nell'ottava serie nazionale.

### Nazionale
Oltre ad alcune partite giocate tra le rappresentative giovanili, Tjernström ha collezionato cinque presenze con la Nazionale maggiore svedese, tutte disputate fra il 1997 e il 1999. Tre di queste risalgono alla King's Cup 1997, organizzata in Thailandia.

## Palmarès

### Club
- Campionato svedese: 1

AIK: 2009
- Coppa di Svezia: 3

Degerfors: 1992-93
AIK: 1998-99, 2009
- Supercoppa di Svezia: 1

AIK: 2010